# Máximo Gorki (1940)
El crucero ligero Máximo Gorki (en ruso: Максим Горький) fue un crucero de la clase Kírov (conocido oficialmente como Proyecto 26bis) de la Armada Soviética que sirvió durante la Segunda Guerra Mundial y en los primeros años de la Guerra Fría. Durante las etapas iniciales de la Operación Barbarroja, la proa del barco resultó dañada por la explosión de una mina en el Golfo de Riga, pero fue capaz de regresar a Kronstadt para realizar reparaciones. Sin embargo, después de ser reparado, el barco estuvo atrapado en el puerto durante la mayor parte de la guerra, por los campos de minas del Eje en Leningrado y Kronstadt.  
A pesar de estar atrapado, el Máximo Gorki participó activamente en dos enfrentamientos: el barco disparó en apoyo de los defensores durante el asedio de Leningrado, y más tarde, a mediados de 1944, bombardeó posiciones finlandesas durante la ofensiva de Víborg-Petrozavodsk. No vio más acciones en la Segunda Guerra Mundial. Se inició una importante modernización en 1953, pero la marina reconsideró la rentabilidad de la modernización y el trabajo se canceló en 1955. El crucero Máximo Gorki se vendió para desguazarlo en 1959. 

## Diseño y descripción
El crucero Máximo Gorki tenía una Longitud de Línea de Flotación total de 187 metros y una eslora de 191,4 metros en total. Tenía una manga de 17,66 metros y un calado de entre 5,87 y 6,3 metros. Desplazaba 8177 toneladas con carga estándar y 9728 toneladas a plena carga. Sus turbinas de vapor producían un total de 129 750 ihp en el eje (96 750 kW) durante sus pruebas de mar y alcanzaba los 36,72 nudos (68,01 km/h) en las pruebas. Esto apenas estaba por debajo de su velocidad diseñada de 37 nudos y se debía a que tenía más de 900 toneladas de sobrepeso. Normalmente transportaba 650 toneladas de fueloil, 1660 toneladas a plena carga y 1750 toneladas en sobrecarga. Esto le dio una resistencia de 4220 millas náuticas (7820 km) a 18 nudos (33 km/h).
El armamento principal del crucero consistía en nueve cañones B-1-P de calibre 57 de 180 milímetros en tres torretas triples MK-3-180 accionadas eléctricamente. Su armamento secundario consistía en seis cañones antiaéreos B-34 de 100 milímetros calibre 56 montados a cada lado del embudo trasero. Sus cañones AA ligeros consistían en seis cañones 21-K AA semiautomáticos de 45 milímetros y cuatro ametralladoras DShK de 12,7 milímetros. Además contaba con seis tubos lanzatorpedos de 533 milímetros en dos montajes triples.

### Modificaciones
El Máximo Gorki carecía de radar cuando estalló la guerra en 1941, por lo que en 1944 se le equipó con modelos británicos proporcionados por la Ley de Préstamo y Arriendo. Se utilizó un radar Tipo 291 para la búsqueda aérea. Un radar Tipo 284 y dos radares Tipo 285 para el control de fuego de la batería principal, mientras que para el control del fuego antiaéreo se utilizaron dos radares Tipo 282.
En 1944, se cambiaron sus cañones de 45 mm por 15 cañones 70-K AA de 37 mm totalmente automáticos con mil rondas por arma, dos ametralladoras DsHK adicionales y dos ametralladoras Vickers .50 MK III en montajes cuádruples procedentes de la Ley de Préstamo y Arriendo.

## Historial de combate

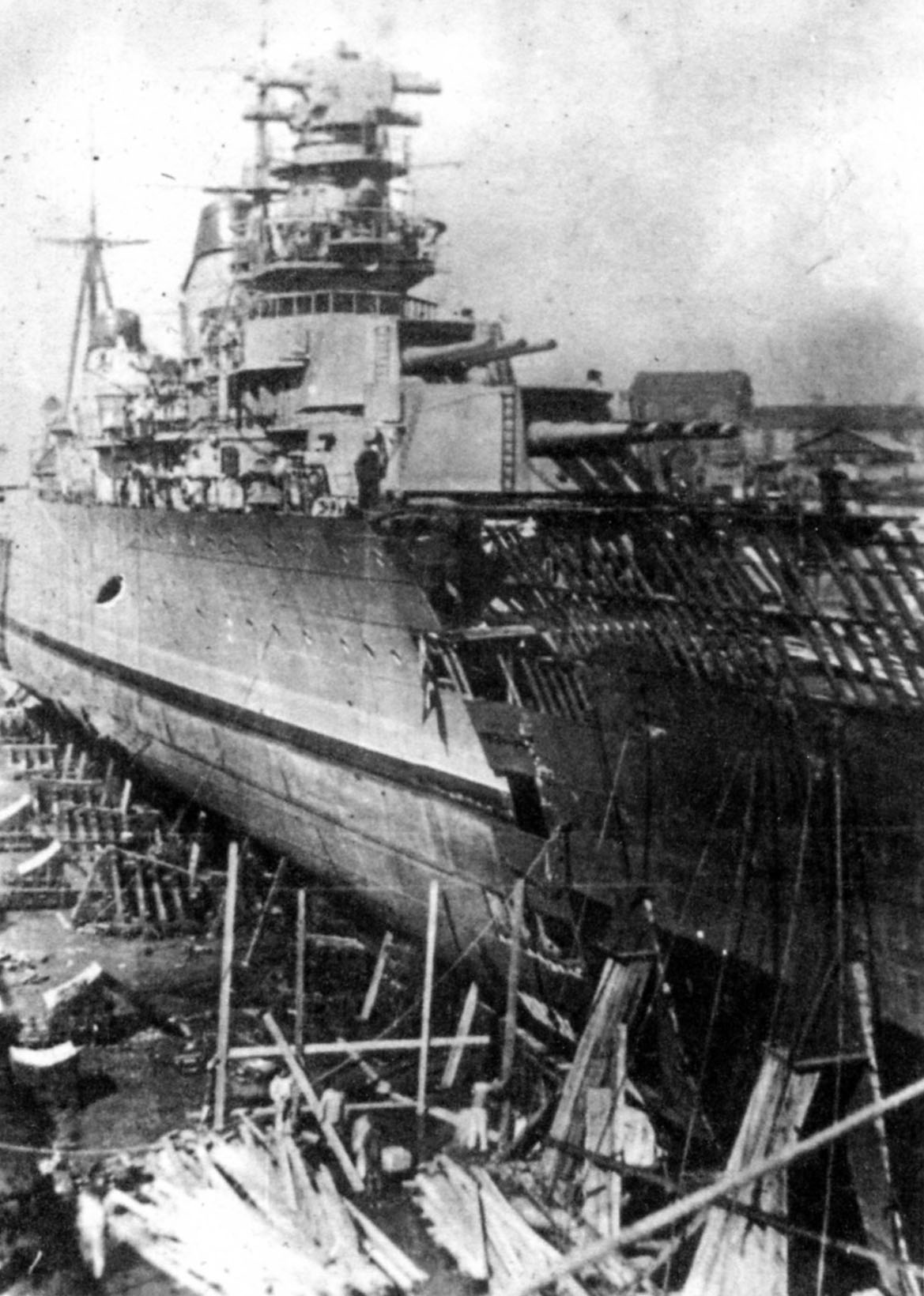
El crucero Máximo Gorki en reparaciones en Leningrado después de chocar con una mina en julio de 1941

La construcción del buque se inició el 20 de diciembre de 1936, en el Astilleros del Báltico, en Leningrado; el primer crucero de la clase Kírov del Proyecto 26bis, según su denominación oficial. Fue botado el 30 de abril de 1938, se completó el 12 de diciembre de 1938 y fue asignado a la Flota del Báltico.
El 23 de junio de 1941, un día después de que comenzara la Operación Barbarroja, al crucero Máximo Gorki se le encomendó la tarea de cubrir las operaciones de colocación de minas en el estrecho de Irben en el Golfo de Finlandia junto con el resto de la 1.ª División del Destacamento de Fuerzas Ligeras de la Flota del Báltico, formado además por los destructores Gnevny, Gordy y Steregushchy. Se toparon con un campo de minas alemán de 16 a 18 millas náuticas (30 a 33 km) al noroeste del faro de Tajuna y una mina le voló la proa, aunque logró llegar a puerto donde se hicieron reparaciones temporales. Posteriormente, fue trasladado, con asistencia, a Tallin y más tarde a Kronstadt, donde se fabricó una nueva sección de proa y el 21 de julio, fue acoplada al barco.
Durante la mayor parte del resto de la guerra, estuvo bloqueado en Leningrado y Kronstadt por campos de minas del Eje y solo pudo proporcionar fuego de apoyo naval con sus armamento principal a los defensores durante el asedio de Leningrado, por ejemplo, disparó 285 proyectiles de 180 mm el 4 de septiembre de 1941 y 701 rondas durante la Ofensiva de Leningrado-Nóvgorod en enero de 1944. 
El 22 de marzo, el crucero recibió la Orden de la Bandera Roja por el «cumplimiento ejemplar de misiones de combate» y el «coraje y valor demostrados por su tripulación». También bombardeó posiciones finlandesas como parte del 4º Grupo de Artillería durante la ofensiva de Víborg-Petrozavodsk en junio de 1944, disparando cien proyectiles de 180 mm frente a Kuokkala el 9 de junio. Durante el tiempo que pasó inmovilizado en Leningrado, fue repetidamente, aunque levemente, dañado por ataques aéreos y de artillería alemanes, pero únicamente fue sometido a extensas reparaciones durante el invierno de 1942-1943 cuando su cubierta superior fue reforzada con placas de blindaje de 37 milímetros de espesor.

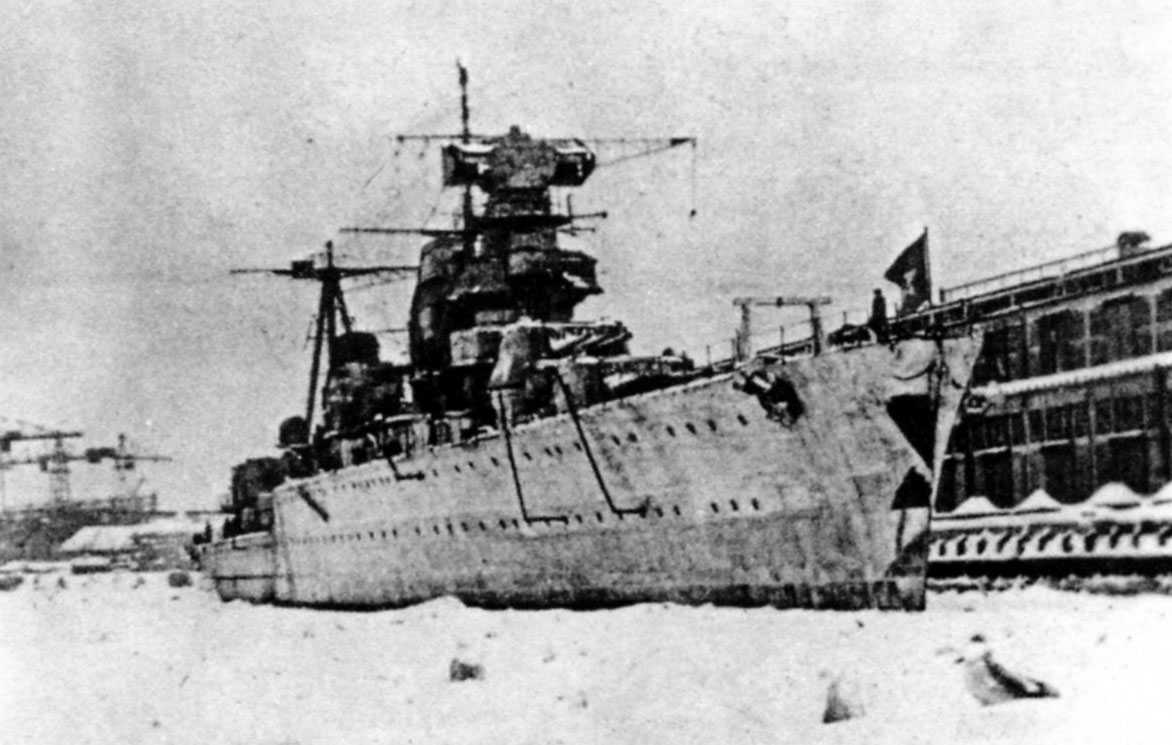
El crucero Máximo Gorki aislado en Leningrado, 1941-1942

### Posguerra
Tras el final de la guerra, el Máximo Gorki fue transferido al escuadrón de la 4.ª Flota en el Báltico Meridional cuando la Flota del Báltico se dividió brevemente el 25 de febrero de 1946. Como buque insignia del escuadrón, se trasladó a Liepāja y luego Baltiysk. Para participar en un desfile, el crucero regresó brevemente a Leningrado el 7 de noviembre de 1947. en diciembre de 1950 el Máximo Gorki probó el primer helicóptero naval soviético, el Kamov Ka-10. El helicóptero fue ubicado en la cubierta de popa y realizó el primer aterrizaje de helicóptero a bordo de un buque de guerra soviético el 7 de diciembre, bajo la supervisión del diseñador jefe Nikolái Kámov.
A mediados de 1953, fue trasladado a Kronstadt en espera de una reparación en elAstillero N.º 194  y transferido a los barcos de la Fortaleza de Kronstadt el 16 de junio, encabezando el desfile naval hasta el río Nevá para el Día de la Marina en julio. La remodelación, que comenzó a finales de ese mismo año, estaba planificada para incluir una revisión completa de su maquinaria, mientras que su radar, sistemas de control de fuego y cañones antiaéreos serían reemplazados por los últimos sistemas soviéticos. Además estaba previsto instalar bulges antitorpedos, lo que aumentaría su desplazamiento en 1000 toneladas, con las consiguientes penalizaciones a su velocidad y alcance. La marina revaluó el alcance del trabajo en 1955 y lo consideró insuficiente para crear un buque completamente moderno por lo que suspendió el reacondicionamiento. El 17 de febrero de 1956, Máximo Gorki fue retirado de la Flota del Báltico antes de ser eliminado de la lista de la marina y entregado para desguace el 18 de abril de 1959, después de que la marina decidiera que no era necesario como barco de prueba de misiles.